# Sandra Cisneros

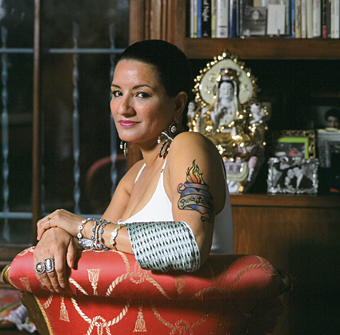
Sandra Cisneros (2009)

Sandra Cisneros (* 20. Dezember 1954 in Chicago, Illinois) ist eine US-amerikanische Schriftstellerin und Lyrikerin mexikanischer Abstammung, die mit ihrem ersten Roman Das Haus in der Mango Straße (engl. Originaltitel: The House on Mango Street), der 1984 erschien, auch international bekannt wurde. Cisneros spielt mit literarischen Formen, was Cisneros selber auf ihren interkulturellen Hintergrund und den schwierigen materiellen Bedingungen, in denen sie aufwuchs, zurückführt. Sie gilt als eine der Schlüsselfiguren in der sogenannten Chicano-Literatur.
In ihrem literarischen Werk spiegeln sich die Einflüsse ihrer Kindheit und Jugend wider: Sie wuchs als einzige Tochter in einer Familie mit sechs männlichen Geschwistern auf, was dazu beitrug, dass sie sich häufig innerhalb ihrer Familie isoliert fühlte. Sie lebte während ihrer Kindheit wechselweise in Mexiko und den USA, was sie dazu zwang, mit den Anforderungen von zwei heterogenen Kulturen zurechtzukommen, ohne einer der beiden eindeutig anzugehören. Cisneros setzt sich in ihrem literarischen Werk deshalb regelmäßig damit auseinander, wie sich kulturelle Identität bildet und adressiert die frauenfeindliche  Haltung, die ihrer Meinung nach in beiden Kulturen präsent ist. Die Erfahrung materieller Armut ist ebenfalls ein Thema, das sich in ihrem Werk findet. Beides hat dazu beigetragen, dass ihr erster Roman The House on Mango Street in zahlreiche Sprachen übersetzt wurde und heute zum Lesestoff zählt, der regelmäßig als typischer Bildungsroman in US-amerikanischen Schulklassen behandelt wird.
Sandra Cisneros ist mehrfach mit Preisen ausgezeichnet worden. Sie erhielt unter anderem den Anisfield-Wolf Book Award für ihre Kurzgeschichtensammlung „Woman Hollering Creek and Other Stories“. 1995 war sie MacArthur Fellow, 2022 wurde sie in die American Academy of Arts and Sciences gewählt.

## Leben
Sandra Cisneros wurde am 20. Dezember 1954 in Chicago, Illinois als drittes von insgesamt sieben Geschwistern geboren. Cisneros Urgroßvater war vermögend gewesen, hatte diesen Wohlstand jedoch verspielt. Ihr Großvater väterlicherseits war Teilnehmer der Mexikanischen Revolution und legte großen Wert darauf, Cisneros’ Vater, Alfredo Cisneros de Moral, ein Studium zu ermöglichen. Sandra Cisneros selbst hat ihrem Vater jedoch mangelndes Interesse an einem Studium bescheinigt. Nachdem er Prüfungen nicht bestanden hatte, ging er in die Vereinigten Staaten, um sich dem Zorn seines Vaters zu entziehen. Während eines Aufenthalts in Chicago lernte er Elvira Cordero Angulano kennen. Die beiden heirateten und ließen sich in einer der ärmsten Wohngegenden Chicagos nieder.
Cisneros’ Vater arbeitete als Polsterer, um seine Familie zu ernähren, während diese ständig zwischen Chicago und Mexiko-Stadt pendelte. Dies entwickelte sich zum dominierenden Aspekt in Cisneros’ Jugend. Es bedeutete, dass die Familie regelmäßig neuen Wohnraum sowie Schulen für die Kinder finden musste. Diese Instabilität führte dazu, dass ihre sechs Brüder sich jeweils zu zweit von der Familie absetzten, was ihr Gefühl der Isolation in ihrer von Männern dominierten Familie noch verstärkte. Zu dieser Isolierung trug auch ihr Vater bei, der seine Kinder als „seis hijos y una hija“ (sechs Söhne und eine Tochter) und nicht als „siete hijos“ (sieben Kinder) bezeichnete. Cisneros’ Biograph Ganz betont jedoch, dass das Gefühl der Isolation wesentlich dafür war, dass Cisneros eine Leidenschaft fürs Schreiben entwickelte. Wesentlichen Einfluss auf Cisneros hatte ihre Mutter Elvira, die eine begeisterte Leserin war und über eine höhere Bildung sowie ein ausgeprägteres soziales Bewusstsein verfügte als ihr Vater. Cisneros’ Biograph Ganz vertritt jedoch die Ansicht, dass Elvira von ihrem Ehemann zu abhängig und generell ihre Möglichkeiten zu begrenzt waren, um ihr Potenzial zu realisieren. Stattdessen unternahm sie viel, um ihrer Tochter die Möglichkeit zu geben, ihre Fähigkeiten auszuleben.
Als Cisneros 11 Jahre alt war, erwarb ihre Familie ein eigenes Haus in einer von Puertoricanern dominierten Wohngegend. Diese Wohngegend und die Personen, die dort lebten, hatten wesentlichen Einfluss auf Cisneros’ ersten Roman Das Haus in der Mango Straße. Ihre Highschool-Jahre verbrachte Cisneros an der Josephinum Academy, einer kleinen katholischen Mädchenschule. Hier fand sie eine Mentorin in einer ihrer Lehrerinnen, die sie ermunterte, Gedichte über den Vietnamkrieg zu schreiben. Sie arbeitete an einem Schulmagazin mit, aber sie selbst sagt über sich, dass sie erst während ihrer Collegezeit ernsthaft zu schreiben begonnen habe. Auslöser war 1974 das erste Seminar zu Kreativen Schreiben, das sie dort besuchte. Es brauchte eine Weile, bis sie selber zu einer eigenen Ausdrucksform gelangte. Sie selbst erläuterte dies folgendermaßen: Ich verwarf das Naheiegende und ahmte die Stimmen der Dichter nach, die ich in Büchern immer bewunderte hatte: gewichtige männliche Stimmen wie James Wright und Richard Hugo und Theodore Roethke, die aber für mich alle nicht richtig waren.
Cisneros erwarb 1976 den Bachelor an der Loyola University Chicago und erhielt 1978 den Master of Fine Arts an der University of Iowa. Während ihrer Zeit an der University of Iowa wurde ihr ihre besondere soziale Position bewusst. Sie erinnert sich daran, dass ihr plötzlich bewusst wurde, wie sehr sie sich von ihren Studienkollegen unterschied:

„Es war nicht so, dass ich mir nicht bewusst war, wer ich war. Ich wusste, dass ich eine mexikanische Frau war. Aber, ich hatte noch nicht realisiert, dass dies etwas mit dem Ungleichgewicht in meinem Leben zu tun hatte, obwohl doch alles damit zusammenhing! Meine Rasse, mein Geschlecht und meine Schichtzugehörigkeit. Das alles aber hatte bis zu jenem Morgen im Seminar noch keinen Sinn gemacht. In dem Augenblick hatte ich entschieden, dass ich über etwas schreiben würde, über das meine Studienkollegen nicht schreiben konnten.“

Sie gab ab diesem Moment den Versuch auf, sich den amerikanischen Literaturkanon anzupassen und entwickelte einen Schreibstil, der sich bewusst von den ihrer Studienkollegen unterschied. Sie realisierte, dass sie sich nicht ihrer eigenen kulturellen Wurzeln schämen sollte, sondern dass dies ihre Quelle der Inspiration war. Von da an begann sie über ihre Nachbarn zu schreiben und über die Armut, die vor allem die Lebensgeschichte von Frauen prägte.
Zusätzlich zu ihrer Arbeit als Romanschriftstellerin und Lyrikerin übte Cisneros eine Reihe verschiedener Berufe aus. Nachdem sie 1978 ihren MFA abschloss, unterrichtete sie Schulabbrecher an der Latina Yough High School in Chicago. Der Erfolg ihres ersten Romans The House on Mango Street führte dazu, dass sie von verschiedenen Universitäten als Writer in Residence eingeladen wurde, Seminare in Kreativem Schreiben zu unterrichten. Zu den Universitäten, an denen sie solche Tätigkeiten ausübte, zählt die University of California, Berkeley und die University of Michigan. Zuletzt nahm sie eine solche Tätigkeit an der Our Lady of the Lake University in San Antonio, Texas wahr. Zu den Autoren, die sich von Sandra Cisneros beeinflusst sehen, zählt Junot Díaz, der 2008 für seinen Roman Das kurze wundersame Leben des Oscar Wao mit dem Pulitzer-Preis ausgezeichnet wurde. Díaz ist ähnlich wie Cisneros zweisprachig und bikulturell aufgewachsen und verwendet in seinen englischsprachigen Texten wie Cisneros häufig spanische Redewendungen oder Wörter.

## Schreibstil
Cisneros lebt und arbeitet heute in San Antonio, Texas. Ihre Entscheidung, von Illinois nach Texas zu ziehen, begründete sie damit, dass sie räumliche Distanz zu ihren Verwandten brauche. Erst das ermögliche ihr, sich vollständig auf das Schreiben zu konzentrieren: Schreiben sei für sie wie mit dem Kopf unter Wasser zu tauchen.
Cisneros’ literarisches Werk ist häufig durch ihre persönlichen Erfahrungen und Beobachtungen der Personen in ihrer unmittelbaren Umgebung geprägt. Während einer Konferenz in Santa Fe erwähnte sie gegenüber anderen Autoren, dass sie häufig Bruchteile von Dialogen und Monologen aufschreibe, die sie zufällig höre.  Diese Bruchteile werden von ihr dann mit anderen vermischt und verändert, um in ihre Geschichten zu passen. Die Namen ihrer Figuren wähle sie häufig aus dem Telefonbuch von San Antonio aus. Sie blättere durch die Seiten, bis sie einen sie ansprechenden Nachnamen gefunden habe und wiederhole dann den Prozess für den Vornamen.
Ihre Zweisprachigkeit und ihre bi-kulturelle Identität sind wesentliche Aspekte ihres Arbeitsprozesses. Robin Ganz bezieht sich auf eine direkte Aussage von Cisneros, wenn sie schreibt, dass die Autorin dankbar sei, dass sie zwei Mal so viele Wörter zur Verfügung habe, von denen sie wählen kann. Es wäre eine zweifache Weise, auf die Welt zu blicken.
Mit der spezifischen narrativen Struktur ihrer Erzählungen unterläuft Cisneros zugleich gängige Erzählkonventionen, indem sie über Brechungen, Verzögerungen, Abschweifungen oder Episodenhaftigkeit einen geschlossenen, systematischen Aufbau verhindert, um die Leser und Leserinnen unvermittelt in das narrative Geschehen hineinzuziehen. Sie unterläuft dabei durchaus bewusst gängige Erzählkonventionen durch ihren Verzicht auf einen eindeutigen Anfang oder ein klares Ende sowie durch die Vernachlässigung einer systematischen Erzählführung zugunsten einer Wiedergabe der Unmittelbarkeit von Erfahrung.

## Bedeutung für die Chicano-Literatur
Die Literaturkritikerin Claudia Sadowski-Smith hat Cisneros als die vermutlich bekannteste Chicana-Schriftstellerin bezeichnet („Chicana“ ist die weibliche Form von „Chicano“) und ihr als erste mexikanisch-amerikanische Autorin, die von einem der großen US-amerikanischen Verlagshäuser publiziert wurde, eine Rolle als Pionierin zugebilligt. Cisneros erster Roman Das Haus an der Mango Straße erschien 1989 in dem kleinen Verlag Arte Público Press, der sich mit seinem Verlagsprogramm auf ein Lesepublikum mit lateinamerikanischen Wurzeln ausrichtete. Die zweite Auflage dagegen erschien 1991 bei Vintage Books, einem Verlag innerhalb der Random-House-Gruppe. 1991 wurde Woman Hollering Creek von Random House direkt veröffentlicht. Wie Cisneros’ Biograph Ganz anmerkt, waren es bis zu diesem Zeitpunkt einzig männliche Chicano-Autoren, die erfolgreich zu einem der großen Verlage gewechselt waren. Die Tatsache, dass Cisneros erster Roman so viel Aufmerksamkeit erregte, dass sich ein Verlag wie Vintage Books seiner annahm, verdeutlicht die zunehmende Bedeutung der Chicano-Literatur innerhalb der amerikanischen Literaturszene.
In einem Interview im National Public Radio sagte Cisneros am 19. September 1991.

„Ich glaube, ich kann nicht glücklich sein, wenn ich die einzige bin, die von Random House veröffentlicht wird, wenn es gleichzeitig so viele großartige Schriftsteller - sowohl Latinos als auch Latinas oder Chicanos und Chicanas - gibt, die in den US nicht von großen Verlagshäusern publiziert werden oder diesen noch nicht einmal bekannt sind. Wenn mein Erfolg bedeuten würde, dass die Verlage noch mal einen zweiten Blick auf diese Schriftsteller werden -- und diese dann auch in größerer Zahl verlegen, dann werden wir endlich in diesem Land ankommen.“

Die Literaturkritikerin Alvina E. Quintana bezeichnet Das Haus an der Mango Straße als ein Buch, das mittlerweile weit über das typische Lesepublikum von Chicano-Literatur ausstrahle und von Personen jeglichen ethnischen Hintergrunds gelesen werde. Quintana vertritt die Ansicht, dass Cisneros’ erzählerische Werk in gleichem Maße für Anglo-Amerikaner wie Mexiko-Amerikaner zugänglich sei, weil es frei von jeglicher Verärgerung oder Anklage und Themen wie Chicana-Identität und Geschlechtsungleichheiten in einen Weise darstelle, die sie für beide Gruppen zugänglich mache. Cisneros Werk hat dabei sowohl die Chicano als auch generell weibliche Literatur beeinflusst. Cisneros selber sieht ihr erzählerisches Werk als eine Form sozialen Kommentar, der in einer Literaturtradition zeitgenössischer Anthropologen stehe, die gleichfalls versuchen würden, authentisch die kulturellen Erfahrungen einer Gruppe von Menschen wiederzugeben.

## Veröffentlichungen
- 1984: The House on Mango Street. Arte Público Press, Houston TX, ISBN 0-934770-20-4.
  - 1992: deutsch von Gerd Burger: Das Haus in der Mango Street. Roman (= Goldmann 41418). Wilhelm Goldmann Verlag, München, ISBN 3-442-41418-0.
  - 1992: spanisch von Enrique de Hériz: Una Casa en Mango Street. Ediciones B, Barcelona, ISBN 84-406-1753-4.
  - 1994: spanisch von Elena Poniatowska: La Casa en Mango Street. Vintage Books, New York NY, ISBN 0-679-75526-8.
- 2002: Caramelo. Bloomsbury, London, ISBN 0-7475-6062-5.
  - 2003: deutsch von Sibylle Schmidt: Caramelo oder puro cuento. Roman (= Goldmann 45958). Wilhelm Goldmann Verlag, München, ISBN 3-442-31028-8.

## Einzelbelege
1. ↑  Doyle: More Room of Her Own. 1994, S. 5–35, hier S. 6.
2. 1 2  Madsen: Understanding Contemporary Chicana Literature. 2000, S. 107.
3. ↑  Jacqueline Doyle: Haunting the Borderlands. 1996, S. 53–70, S. 54.
4. ↑  Cruz: On the ‚Simplicity‘ of Sandra Cisneros's House on Mango Street. 2001, S. 910–946, S. 910.
5. ↑  Ganz: Sandra Cisneros. 1994, S. 19–29, S. 19.
6. 1 2 3  Ganz: Sandra Cisneros. 1994, S. 19–29, S. 20.
7. 1 2 3 4  Ganz: Sandra Cisneros. 1994, S. 19–29, S. 21.
8. ↑  Ganz: Sandra Cisneros. 1994, S. 19–29, S. 22.
9. ↑  Ganz: Sandra Cisneros. 1994, S. 19–29, S. 23.
10. ↑  Women Writers and Artists of Color. Im Original lautet das Zitat: „I rejected what was at hand and emulated the voices of the poets I admired in books: big male voices like James Wright and Richard Hugo and Theodore Roethke, all wrong for me.“
11. ↑  Doyle: More Room of Her Own. 1994, S. 5–35, 6. Im Original lautet das Zitat: „It wasn't as if I didn't know who I was. I knew I was a Mexican woman. But, I didn't think it had anything to do with why I felt so much imbalance in my life, whereas it had everything to do with it! My race, my gender, and my class! And it didn't make sense until that moment, sitting in that seminar. That's when I decided I would write about something my classmates couldn't write about.“
12. ↑  Dasenbrock: Interview: Sandra Cisneros. 1992, S. 287–306, S. 302.
13. 1 2  Ganz: Sandra Cisneros. 1994, S. 19–29, S. 24.
14. ↑  San Antonio Journal; Novelist's Purple Palette Is Not to Everyone's Taste.
15. ↑  Einleitung. In: Anzaldúa: Borderlands. 1987.
16. 1 2  Ganz: Sandra Cisneros. 1994, S. 19–29, S. 26.
17. ↑  Ganz: Sandra Cisneros. 1994, S. 19–29, S. 27
18. ↑  Nadine Requardt: Cisneros, Sandra. In: Bernd Engler und Kurt Müller (Hrsg.): Metzler Lexikon Amerikanischer Autoren. Metzler, Stuttgart 2000, ISBN 3-476-01654-4, S. 137 f.
19. ↑  Sadowski-Smith: Border Fictions. 2008, S. 33.
20. ↑  Ganz: Sandra Cisneros. 1994, S. 19–29, S. 27.
21. ↑   Interview mit Tom Vitale im National Public Radio, zitiert in Ganz: Sandra Cisneros. 1994, S. 19–29, S. 27.
22. ↑  Cruz: On the ‚Simplicity‘ of Sandra Cisneros's House on Mango Street. 2001, S. 910–946, S. 911.
23. ↑  Quintana: Home Girls. 1996, S. 73.
24. ↑  Quintana: Home Girls. 1996, S. 67.
25. ↑  Quintana: Home Girls. 1996, S. 75.

| Personendaten    | Personendaten            |
| ---------------- | ------------------------ |
| NAME             | Cisneros, Sandra         |
| KURZBESCHREIBUNG | US-amerikanische Autorin |
| GEBURTSDATUM     | 20. Dezember 1954        |
| GEBURTSORT       | Chicago                  |